# 李春芳 (嘉靖庚戌進士)
李春芳（1525年—1566年），字實夫，號東明，福建泉州府同安縣人，民籍，明朝官员。

## 生平
年十六登福建鄉試第五十六名舉人。嘉靖二十九年（1550年）中式庚戌科會試第七十六名，二甲第五十一名進士。初试户部，奉命犒大同軍。选授刑部主事，晋员外郎，三十四年十二月恤刑江西，出为廣東潮州府知府，年四十二卒，祀乡贤。著有《白鹤山存稿》。

## 家族
曾祖李賢祐，戶部郎中；祖父李桄，歲貢生；父李伯成，號肅斋；母林氏；生母翁氏。慈侍下。弟春菲、春華。